# دير نستر
دير نِستر (ويعني «الشخص الخفي» باللغة اليديشية، 1 تشرين الأول 1884 حتى 4 حزيران 1950 في معسكرات العمل السوفيتية)، كان الاسم المستعار لِ بنشوس كاهانوفش، وهو مؤلف، فيلسوف، مترجم وناقد يديشي.

## السنوات الأولى
ولد كاهانوفتش في بيردوشيف، أوكرانيا. كان الطفل الثالث لعائلة مؤلفة من أربعة أطفال لهم ارتباطات بطائفة كورشيف الشاسيدية Chassidism. كان والده مناخيم مندِل كاهانوفيتش تاجر سمك مدخن في مدينة استراخان على نهر الفولغا. والدته كان اسمها ليا. تلقى التعليم الديني التقليدي لكنه، من خلال مطالعات، انجذب للأفكار العلمانية وأفكار عصر التنوير، بالإضافة ألى الصهيونية. ترك بيرديتشيف عام 1904 على أمل التهرب من التجنيد العسكري وربما كان ذلك الوقت هو الذي بدأ يستخدم فيه اسمه المستعار. انتقل إلى مدينة جيتومير قرب مدينة كييف حيث عاش عيشا متواضعًا كمدرس للغة العبرية في دار للأيتم للأولاد اليهود. 
في ذلك الوقت أيضًا كتب كتابه الأول، باللغة اليديشية، («الأهداف والدوافع – قصائد النثر») والذي نُشِر في فيينا عام 1907. وقد تعرف على الكاتب اليديشي اسحاق ليب بيريتز كان معجبًا به كثيرًا. بيريتز أدرك مواهب دير نستِر الأدبية وساعده وشجعه على نشر مؤلفه النثري («أعلى من الأرض»)، الذي نُشِر في وورسو عام 1910.
عام 1912 تزوج المُدرسَّة راكيل زيلبربيرج. وُلِدت ابنتهما هوديل في شهر تموز عام 1913، بعد فترة قصيرة من نشر كتابه الثالث، («أغنية وصلاة») في مدينة كييف. عند اندلاع الحرب العالمية الأولى، وجد عملاً في صناعة الأخشاب الذي أعطاه إعفاء من الخدمة العسكرية. استمر في التأليف وأنتج أول كتاب له للأطفال عام 1918/1919، («قصص منظومة») كما ترجم في ذلك الوقت عددًا من الحكايات الخيالية المختلفة للمؤلف أندرسن. 

## حياته
عاش لعدة أشهر من عام 1920 في دار للأيتام يهودي في ملاخوفكا قرب موسكوحيث عمل مدرسًا للأيتام اليهود قُتِل آباءهم أثناء المذابح القيصرية من عام 1904 حتى عام 1906. في هذا المكان التقى بفنانين ومثقفين يهود آخرين منهم ديفيد هوفستين،ليب كفيتكو ومارك شاجال.
يُحتمَل أن يكون كاهانوفيتش قد انتقل مع عائلته من مالاكوفكا إلى كوفنو (وتُدعى الآن كاوناس) في ليثوانيا في عام 1921. كانت هناك صعوبة بالغة في الحصول على معيشة فقرر مغادرتها كما فع العديد من المثقفين الروس وتوجه إلى برلين في ألمانيا وهناك وُلِد ابنه يوسف. عمل من عام 1922 وحتى عام 1924 لجريدة مِلغريم («الرمان») اليديشية بشكل مستقل كما حرر، مع ديفيد بيرجلسون، جرائد أدبية يديشية مختلفة، إلا أنهما لم يستمرا طويلاً. ونشر أيضًا في برلين مجموعة من قصصه القصيرة في مجلدين تحت عنوان («مُتخيِّل»). كان الكتاب أول نجاح أدبي متواضع له. عندما أُغلقت جريدة ملغرويم عام 1924، انتقل مع عائلته إلى هامبورغ حيث عمل لمدة عامين في البعثة التجارية السوفيتية. 
مثل العديد من المنفيين زملائه، عاد إلى الاتحاد السوفيتي واستقر في خاركيف.في عام 1926، نشر في كييف («من عقاراتي»). العمل يحتوي على شبكة معقدة من الاستعارات المرتبطة بالتصوف الحسيدي - وخاصة على الكابالا والقصص الرمزية عن الحاخام نحمان من براتسلاف - التي يمكن أن تخلق عالما من الصور والأمثال والحكايات الشعبية، وقصائد للأطفال والقوافي. جُمَلَه الطويلة تخلق أيقاعًا مُنومًا لكنها تعكس أيضا الضغوط المتزايدة التي وُضِعَت في ذلك الوقت من قبل النظام السوفيتي على المثقفين اليهود. ومع ذلك، فإن العمل الغني بالرموز والموضوعات اليهودية اعتُبِر رجعيًا من قبل النظام السوفيتي وناقدي الأدب فيها. تعرض للرقابة السوفيتية الصارمة على نحو متزايد. في عام 1929، تعرض لانتقادات انه عندما أعادت الصحيفة اليديشية («العالم الأحمر») طباعة حكايته («السياج السفلي»). بدأ بعد ذلك رئيس اتحاد الكتاب اليديشية الروسي في ذلك الحين، موشيه لتفاكوف، حملة تشويه اضطر في نهايتهاإلى نبذ الرمزية الأدبية.
حاول الآن كتابة عمله الأدبي ضمن قيود الواقعية الاشتراكية السائدة، وبدأ في كتابة القصص. ظهرت هذه المقالات التي تم جمعها في عام 1934 تحت عنوان («المدن الرئيسية»). وتوقف عن نشر أعماله الأصلية وحصل على لقمة العيش كصحفي. في وقت مبكر من أعوام 1930 كان يعمل بشكل حصري تقريبا كصحفي ومترجم، يترجم أعمال تولستوي وفيكتور هوغو وجاك لندن. أعماله الأدبية الخاصة اقتصرت على أربع مجموعات صغيرة من قصص قصيرة للأطفال
قبل الحرب العالمية الثانية، تبنت الحكومة السوفيتية لفترة وجيزة سياسات أقل ميل لانتقاد الكتابات التي تعتبر تعزيزًا للقومية صهيونية. بدأ دير نِستر العمل على رائعته الحقيقية: («عائلة ماشبر»). ظهر المجلد الأول عام 1939 في موسكو. وكان هناك ثناء عالمي تقريبا على عمله من قبل النقاد، وبدا أن اعتباره قد رُدَّ إليه، ولكن النجاح لم يدم طويلا. الطبعة المحدودة من المجلد الأول بيعت بسرعة، ولكن الحرب العالمية الثانية والغزو الألماني للاتحاد السوفيتي في عام 1941، جعل نشر الطبعة الثانية أمرًا مستحيلا. لم ينشر المجلد الثاني، المكرس لابنته هوديل، التي ماتت جوعا في حصار لينينغراد في أوائل عام 1942، حتى عام 1948 في نيويورك. أما مخطوطة المجلد الثالث، تكملة دير نِستر، المذكورة في رسالة، فقد ضاعت.
خلال أخليت الحرب العالمية الثانية تم إخلاء دير نِستِر إلى طشقند، حيث كتب قصصًا عن أهوال اضطهاد اليهود في بولندا المحتلة من قبل ألمانيا، والتي وُصِفت له من قبل الأصدقاء مباشرة. ونُشِرت هذه القصص التي تم جمعها في عام 1943 تحت عنوان («ضحايا») في موسكو، حيث كان قد تقاعد مع زوجته الثانية لينا سنغالوسكا، الممثلة السابقة في المسرح اليديشي في كييف. في أبريل 1942، أمر ستالين بتشكيل اللجنة اليهودية ضد الفاشية المصممة للتأثير على الرأي العام الدولي وتنظيم الدعم السياسي والمادي، خاصة من الغرب، لقتال الاتحاد السوفيتي ضد ألمانيا النازية، وعين سليمان ميخوئيل، الممثل الشعبي ومدير المسرح اليهودي التابع للدولة في موسكو، رئيس اللجنة اليهودية ضد النازية ومنأعضائها الأخرين كان دير نِستِر، ايتسيك فيفر، بيرتس ماركش وصموئيل هالكين. كتبوا النصوص والعرائض كصرخات استغاثة ضد المذابح النازية. وطبعت النصوص في الصحف الأمريكية وغيرها. وقامت اللجنة اليهودية ضد النازية بجمع الأموال أيضا.
ومع ذلك، بعد الحرب، غير ستالين السياسة لتتجه إلى إبادة الكتاب اليهود وتدمير الثقافة اليهودية في الاتحاد السوفيتي. في عام 1947، تم نفي دير نِستر إلى بيروبيجان بالقرب من الحدود الصينية ليقدم تقريرا عن اقتراح من النظام السوفيتي لقيام مستوطنة يهودية تتمتع بالحكم الذاتي في هذه المنطقة. في عام 1949 كان دير نِستِر واحدًا من آخر من الكتاب اليهود الذين تم القبض عليهم. السلطات السوفيتية بلَغت رسميا خبر وفاة دير نِستر في 4 يونيو 1950 في مستشفى سجن سوفيتي غير معروف. العديد من معاصري دير نِستِر سيكونوا قد قتلوا في شهر آب 1952 في ليلة قتل الشعراء، بما في ذلك ايتسيك فيفر، بيرتس ماركِش، ديفيد هوفستين، ليب كفيتكو وديفيد بيرغلسن.
كتابه دير نيستر الأخيره،
يصف الاضطهاد وتدمير المجتمعات اليهوديه في أوروبا في ظل النظام النازي، وملمحا إلى الاضطهاد السوفيتي كذلك، تم جمعها في عمل، Vidervuks ، نشرت بعد وفاته في عام 1969.
يسرائيل جوشوا سينجر، روائي ايديش آخر شهير، قال ذات مره عن دير نيستر
«إذا تم اعطاء الفرصة لكتاب بالعالم قراءة أعماله، لكانوا قد كسروا اقلامهم». 

## أعماله
حتى في أوائل أعماله، انجذب لتعاليم غامضة من الكابالا والاستخدام المفرط للرموز في كتاباته.
عمله الأكثر شهرة، («عائلة ماشبِر»)، هو ملحمة أسرية طبيعية. العمل هو ملحمة عائلة مكتوبة بشكل واقعي من الحياة اليهودية في مدينته بيردوشيف في نهاية القرن التاسع عشر، مع الأخوة الثلاثة الذين يكونون الشخصيات الرئيسية: موشيه رجل أعمال فخور. لوزي يمثل الصوفي المتشكك والمتبرع الذي يؤمن بتحد شجاع في الأبدية للشعب اليهودي، ربما هو تمثيل ذاتي لشخص كهانوفيتش. والثالث هو ألتر المحب للغير ولعمل الخير. ديفيد روسكيز يدعو وصف بطل الرواية، موشيه «الصورة الأكثر دقة لتاجر حسيدي في كل الأدب اليديشي.» كما في الرواية، التي ينضم فيها شقيق بطل الرواية إلى بريسلوفر هاسيديم، فعل شقيق بنحاس آرون الشيء نفسه. وقد تأثر دير نِستِر نفسه بأمثال نحمان الحسيدية؛ مع أن هذا يتجلى في رواياته، من خلال ما تسرب من الحداثة الروسية، والمؤلفين مثل اندريه بيلى الذين كان لهم الأثر أيضا على عملهكما يقول ديفيد روسكيز.
وقد ترجم («عائلة ماشبر») إلى العبرية عام 1962، إلى اللغة الفرنسية في عام 1984، إلى اللغة الإنجليزية من قبل ليونارد وولف عام 1987 وإلى الألمانية عام 1990.
يبدو دير نِستر واحدا من الشخصيات الرئيسية في رواية دارا هورن «العالم المقبل» (2006). ويصف الكتاب الصداقة المضطربة بين كاهانوفتش مع الفنان مارك شاغال، الذي خبأ بعض كتاباته داخل إطاراته [الفنية]. اقتباساتوأوصاف، ومقتطفات من قصصه، وتلك من الكتاب اليديشيين الآخرين مشمولة هنا. (قامت دارا هورن بعمل تغيير روائي واحد: دير نستر يموت وقت القبض عليه تقريبا، في حين أنه في الواقع كانت وفاته في العام التالي، أو ربما في وقت متأخر من عام 1952 وفقا لبعض المصادر).

## روابط خارجية
- دير نستر على موقع الموسوعة البريطانية (الإنجليزية)